# Galaginakatti, Hirekerur
Galaginakatti là một làng thuộc tehsil Hirekerur, huyện Haveri, bang Karnataka, Ấn Độ.